# 小さなバイキング
『小さなバイキング』（ちいさなバイキング、スウェーデン語原題：典: Vicke Viking）は、スウェーデン出身の作家にしてジャーナリストであるルーネル・ヨンソン原作による児童文学シリーズである。

## 日本語訳
学習研究社より「少年少女・新しい世界の文学」シリーズの1巻として刊行された他、評論社から「児童図書館・文学の部屋」シリーズとして6冊刊行された。また、アニメ放送に合わせて、朝日ソノラマより2巻シリーズとして発行された。
学習研究社版
- ルーネル・ヨンソン『小さなバイキング』大塚勇三訳、学習研究社〈少年少女・新しい世界の文学 1〉、1967年7月。ISBN 4-05-003676-2。

朝日ソノラマ版
- ルーネル・ヨンソン『小さなバイキング ビッケ』 1巻-2巻、丹野雄之文、ズイヨー映像絵、朝日ソノラマ、1974年。

評論社版
- ルーネル・ヨンソン『ビッケと赤目のバイキング』石渡利康訳、評論社〈児童図書館・文学の部屋・バイキングのビッケシリーズ 1〉、1974年。ISBN 4-566-01040-6。
- ルーネル・ヨンソン『ビッケと空とぶバイキング船』エーヴェット・カールソン絵、石渡利康訳、評論社〈児童図書館・文学の部屋・バイキングのビッケシリーズ 2〉、1974年。ISBN 4-566-01041-4。
- ルーネル・ヨンソン『ビッケと弓矢の贈りもの』エーヴェット・カールソン絵、石渡利康訳、評論社〈児童図書館・文学の部屋・バイキングのビッケシリーズ 3〉、1974年。ISBN 4-566-01042-2。
- ルーネル・ヨンソン『ビッケと木馬の大戦車』エーヴェット・カールソン絵、石渡利康訳、評論社〈児童図書館・文学の部屋・バイキングのビッケシリーズ 4〉、1974年。ISBN 4-566-01043-0。

評論社新版
- ルーネル・ヨンソン『小さなバイキング ビッケ』 1巻、エーヴェット・カールソン絵、石渡利康訳、評論社〈評論社の児童図書館・文学の部屋〉、2011年9月。ISBN 978-4-566-01379-7。
- ルーネル・ヨンソン『ビッケと赤目のバイキング』 2巻、エーヴェット・カールソン絵、石渡利康訳、評論社〈評論社の児童図書館・文学の部屋〉、2011年9月。ISBN 978-4-566-01380-3。
- ルーネル・ヨンソン『ビッケと空とぶバイキング船』 3巻、エーヴェット・カールソン絵、石渡利康訳、評論社〈評論社の児童図書館・文学の部屋〉、2011年11月。ISBN 978-4-566-01381-0。
- ルーネル・ヨンソン『ビッケと弓矢の贈りもの』 4巻、エーヴェット・カールソン絵、石渡利康訳、評論社〈評論社の児童図書館・文学の部屋〉、2011年12月。ISBN 978-4-566-01382-7。
- ルーネル・ヨンソン『ビッケと木馬の大戦車』 5巻、エーヴェット・カールソン絵、石渡利康訳、評論社〈評論社の児童図書館・文学の部屋〉、2012年2月。ISBN 978-4-566-01383-4。
- ルーネル・ヨンソン『ビッケのとっておき大作戦』 6巻、エーヴェット・カールソン絵、石渡利康訳、評論社〈評論社の児童図書館・文学の部屋〉、2012年3月。ISBN 978-4-566-01384-1。 - ビッケの冒険物語の最終巻。第6作は初の邦訳であり、原書は1975年刊行のため、37年ぶりの完結編となる。

## テレビアニメ

### フジテレビ版
1972年にドイツのZDFと日本のズイヨー映像の共同制作によるテレビアニメとして製作された。日本版タイトルは『小さなバイキングビッケ』。当初ZDFが人形劇アニメを計画したが、後に、国際共同制作として瑞鷹にテレビアニメーション製作を依頼し、1972年から1974年にかけて1話23分の全78話と、85分の長編アニメを製作した。
ドイツでは1974年1月31日から8月8日までZDFで『Wickie und die starken Männer』として26話が放送され、残りの52話は1975年3月5日から放送された。オーストリアでは1974年2月17日からORFにて放送された。日本では1974年4月3日から1975年9月24日にかけてフジテレビ系で放送された。
テレビアニメはヨーロッパを中心に全世界に輸出された。タイトルは国や放送局によって異なる。英語圏では『Vicky the Viking』である。2009年にはテレビアニメを元にした実写映画が製作された (後述の実写映画を参照) 。
主人公の名前はZDFのドイツ版や英語版などでは「ヴィッキー」となるが、日本版では原作和訳版を元にした「ビッケ」が用いられる。
同じく海賊を題材にした作品『ONE PIECE』の作者尾田栄一郎は本作をきっかけに海賊好きになったと述べている。なお、1999年より同作がテレビアニメ化された際、奇しくも本作と同じ局・同じ放送枠で開始した。

#### ステレオタイプについて
本作においては、バイキング (ヴァイキング) が海賊であるという見解に沿って描写されているが、史実とは異なる。
作中において「角のついた兜を被る」「捕鯨民族であるバイキングがクジラを助ける (27話) 」といった、細かな点においても考証ミスがある。なお、「角のついた兜を被る」というのは欧米におけるバイキングのステレオタイプなイメージであり、本作によってそれが日本にも定着したと言える。
また、オープニング映像に登場するアメリカ・インディアンの描写についても考証ミスが見られる。

#### 声の出演
| 役名                                     | 日本版            | ドイツ版                                       |
| ---------------------------------------- | ----------------- | ---------------------------------------------- |
| Wickie（ビッケ）                         | 栗葉子            | Florian Halm                                   |
| Halvar（ハルバル）                       | 富田耕生          | Walter Reichelt                                |
| Ylva（イルバ）                           | 中西妙子          | Inge Schulz                                    |
| Ylvi（チッチ）                           | 松金よね子        | Alexandra Ludwig (一部)                        |
| Gilby（ギルビー）                        | 堀絢子            | Horst Abraham (一部)                           |
| Tjure（チューレ）                        | 里見たかし        | Werner Abrolat                                 |
| Snorre（スノーレ）                       | 滝口順平          | Eberhard Storeck                               |
| Urobe（ウローブ）                        | 北村弘一          | Leo Bardischewski                              |
| Gorm（ゴルム）                           | 八代駿            | Manfred Lichtenfeld                            |
| Ulme（ウルメ）                           | 和久井節緒        | Kurt Zips                                      |
| Faxe（ファクセ）                         | 西尾徳            | Gernot Duda                                    |
| Der schreckliche Sven （いじわるスベン） | 加藤正之 大塚周夫 | Kurt E. Ludwig Wolfgang Hess                   |
| Baltac（バルターク）                     | 雨森雅司          | Herbert Weicker                                |
| Pokka                                    | ?                 | Hannes Gromball                                |
| Maria                                    | ?                 | Christa Häussler                               |
| Erzähler（ナレーター）                   | 増山江威子        | Manfred Seipold (1–26話) Leon Rainer (27–78話) |

#### スタッフ
- 企画：瑞鷹エンタープライズ（クレジット上はズイヨー映像）
- 原作：ルーネル・ヨンソン (Runer Jonsson)
- チーフディレクター：斎藤博
- シリーズ構成：丹野雄二
- キャラクターデザイン：関修一
- 設定制作：岡崎邦彦
- 美術監督：西田稔
- 音楽：宇野誠一郎
- 音響監督：斉藤敏夫
- 録音：山下欽也（協力：東北新社）
- 撮影監督：黒木敬七
- アシスタントディレクター：楠葉宏三
- 制作主任：藤田健、佐藤洋
- 制作助手（アシスタント）：山口久子
- 担当プロデューサー：大場伊紘
- 制作進行：岡村雅裕
- 制作デスク：渡辺忠美、加藤良雄
- 共同製作（海外版のみ表記）：ZDF、ORF
- 製作：ズイヨー映像（第1話～第52話）、日本アニメーション（第53話～第78話）、フジテレビ、タウラス・フィルム

#### 主題歌

##### ドイツ
「Hey, hey, Wickie! Hey, Wickie, hey!」
作曲 - Christian Bruhn / 作詞 - Karel Svoboda / 作曲・歌 - Bläck Fööss

##### 日本
オープニングテーマ
「ビッケは小さなバイキング」
作詞 - 丘克美 / 作曲・編曲 - 宇野誠一郎 / 歌 - 栗葉子とザ・バイキング
エンディングテーマ
「チッチの歌」
作詞 - 雨宮雄児 / 作曲・編曲 - 宇野誠一郎 / 歌 - 松金よね子
「フラーケ族の歌」
作詞 - 雨宮雄児 / 作曲・編曲 - 宇野誠一郎 / 歌 - テアトル・エコー
「ちっちゃなビッケと大きな父さん」
作詞 - 高垣葵 / 作曲・編曲 - 宇野誠一郎 / 歌 - 栗葉子とザ・バイキング

#### 各話リスト
| 話数 | サブタイトル                      | 脚本       | 絵コンテ   | 演出       | 作画監督      |
| ---- | --------------------------------- | ---------- | ---------- | ---------- | ------------- |
| 1    | バイキング誕生                    | 才賀明     | 鳥居宥之   | 勝井千賀雄 | 辻伸一 福田皖 |
| 2    | そーら船出だ失敗だ                | 才賀明     | 石黒昇     | 石黒昇     | 辻伸一 福田皖 |
| 3    | のこのこぎりぎり大脱走            | 才賀明     | 富野喜幸   | 鈴木正俊   | 辻伸一 福田皖 |
| 4    | 虫歯よ さらば                     | 田代淳二   | 富野喜幸   | 小林三男   | 辻伸一 福田皖 |
| 5    | いじわるスベンをやっつけろ        | 田代淳二   | 水沢わたる | 神田武幸   | 辻伸一 福田皖 |
| 6    | 税金取りなんて 恐くない           | 永井憲二   | 上梨満雄   | 神田武幸   | 辻伸一 福田皖 |
| 7    | 狼狩りコンテスト                  | 金子裕     | 石黒昇     | 石黒昇     | 辻伸一 福田皖 |
| 8    | スベンの逆襲                      | 田代淳二   | 富野喜幸   | 神田武幸   | 辻伸一 福田皖 |
| 9    | ビッケと大あざらし                | 金子裕     | 樋口雅一   | 樋口雅一   | 辻伸一 福田皖 |
| 10   | ギッチョンパの約束                | 才賀明     | 樋口雅一   | 神田武幸   | 辻伸一 福田皖 |
| 11   | 赤い目の巨人たち                  | 才賀明     | 石黒昇     | 小林三男   | 辻伸一 福田皖 |
| 12   | ハルバルの 救出作戦               | 才賀明     | 石黒昇     | 小林三男   | 辻伸一 福田皖 |
| 13   | 鋭い剣を持った スベルケル         | 鴨井達比古 | 棚橋一徳   | 岡崎邦彦   | 辻伸一 福田皖 |
| 14   | 城は見かけによらぬもの            | 小沢洋     | 樋口雅一   | 樋口雅一   | 辻伸一 福田皖 |
| 15   | 逃げろや逃げろ                    | 小沢洋     | 樋口雅一   | 小林三男   | 辻伸一 福田皖 |
| 16   | 水攻め大作戦                      | 北川幸茂   | 富野喜幸   | 小林三男   | 辻伸一 福田皖 |
| 17   | 世界で最初の 消防隊               | 北川幸茂   | 石黒昇     | 神田武幸   | 辻伸一 福田皖 |
| 18   | 鳩とビッケとあざらしと            | 金子裕     | 水沢わたる | 小林三男   | 辻伸一 福田皖 |
| 19   | ビッケと 大きなタコ               | 金子裕     | 富野喜幸   | 神田武幸   | 辻伸一 福田皖 |
| 20   | 王様はくいしんぼ                  | 北川幸茂   | 樋口雅一   | 樋口雅一   | 辻伸一 福田皖 |
| 21   | くしゃみ粉 25番                   | 北川幸茂   | 富野喜幸   | 神田武幸   | 辻伸一 福田皖 |
| 22   | ハルバルの宝箱                    | 金子裕     | 樋口雅一   | 樋口雅一   | 辻伸一 福田皖 |
| 23   | のこぎりエイの 敵討ち             | 北川幸茂   | 鈴木正俊   | 小林三男   | 辻伸一 福田皖 |
| 24   | ファクセのお嫁さん                | 金子裕     | 水沢わたる | 小林三男   | 辻伸一 福田皖 |
| 25   | ゆうれい船をやっつけろ            | 鴨井達比古 | 石黒昇     | 神田武幸   | 辻伸一 福田皖 |
| 26   | 雪と氷の宝島                      | 鴨井達比古 | 石黒昇     | 樋口雅一   | 辻伸一 福田皖 |
| 27   | ビッケとクジラの親子              | 大川久男   | 石黒昇     | -          | 辻伸一 福田皖 |
| 28   | かもめのカール                    | 大川久男   | 案納正美   | -          | 辻伸一 福田皖 |
| 29   | ギリシャの国の迷路                | 大川久男   | 富野喜幸   | -          | 辻伸一 福田皖 |
| 30   | ギリシャの国のオリンピック        | 大川久男   | 安藤正信   | -          | 辻伸一 福田皖 |
| 31   | デンマークの冒険（前編）          | 吉田義昭   | 水沢わたる | -          | 福田皖        |
| 32   | デンマークの冒険（後編）          | 吉田義昭   | 水沢わたる | -          | 福田皖        |
| 33   | 北国から来た男                    | 大川久男   | 菊地正     | -          | 福田皖        |
| 34   | シュラック村の少年                | 松元力     | 安藤正信   | -          | 福田皖        |
| 35   | ビッケ空をとぶ                    | 大川久男   | 富野喜幸   | -          | 福田皖        |
| 36   | ハルバル 迷子になる               | 大川久男   | 新田義方   | -          | 福田皖        |
| 37   | 変てこな おもてなし               | 大川久男   | 菊地正     | -          | 福田皖        |
| 38   | ビンカ人の宝物                    | 大川久男   | 森光       | -          | 福田皖        |
| 39   | おしゃれなスノッペ                | 大川久男   | 富野喜幸   | -          | 福田皖        |
| 40   | のびたスノッペの 巻毛             | 大川久男   | 菊地武     | -          | 福田皖        |
| 41   | なつかしの フラーケ               | 大川久男   | 菊地武     | -          | 福田皖        |
| 42   | フラーケ村に サーカスがやって来た | 大川久男   | 菊地武     | -          | 福田皖        |
| 43   | わら人形戦争                      | 岡崎邦彦   | 菊田武勝   | -          | 福田皖        |
| 44   | フラーケ族は 畑仕事が大きらい     | 日高武治   | 案納正美   | -          | 福田皖        |
| 45   | 雷声ブルーレットとビッケ          | 日高武治   | 内田有紀彦 | -          | 福田皖        |
| 46   | 親知らずと トンネル作戦           | 日高武治   | 内田有紀彦 | -          | 福田皖        |
| 47   | ビッケと竹馬作戦                  | 日高武治   | 菊田武勝   | -          | 福田皖        |
| 48   | わがままブルーレットの大反撃      | 日高武治   | 高田良夫   | -          | 福田皖        |
| 49   | 大きな木馬の贈り物                | 日高武治   | 案納正美   | -          | 福田皖        |
| 50   | 北極の冒険                        | 日高武治   | 高橋資裕   | -          | 福田皖        |
| 51   | ハルバル父さんの脱出作戦          | 大川久男   | 菊田武勝   | -          | 福田皖        |
| 52   | ビッケの 火山島探検               | 日高武治   | 菊田武勝   | -          | 福田皖        |
| 53   | ハルバル父さんの熊退治            | 日高武治   | 高橋資祐   | -          | 福田皖 辻伸一 |
| 54   | おたふく風邪とハルバル            | 日高武治   | 案納正美   | -          | 福田皖        |
| 55   | ウローブじいさんの活躍            | 金子裕     | 高橋史祐   | -          | 福田皖        |
| 56   | ハルバル父さんの素敵なおみやげ    | 日高武治   | 菊田武勝   | -          | 福田皖        |
| 57   | ビッケとチッチの漂流記            | 金子裕     | 案納正美   | -          | 辻伸一        |
| 58   | 狼なんて恐くない                  | 日高武治   | 高橋資祐   | -          | 福田皖        |
| 59   | 急がば回れ救出作戦                | 馬嶋満     | 菊田武勝   | -          | 福田皖        |
| 60   | パルリの王女様                    | 金子裕     | 水沢わたる | -          | 福田皖        |
| 61   | おかしな困った とうせんぼ         | 日高武治   | 案納正美   | -          | 辻伸一        |
| 62   | 幽霊さんを 助けよう               | 馬嶋満     | 高橋資祐   | -          | 福田皖        |
| 63   | 本当のバイキングだぞ              | 馬嶋満     | 水沢わたる | -          | 福田皖        |
| 64   | スノーレの大予言                  | 日高武治   | 案納正美   | -          | 辻伸一        |
| 65   | 黄金の剣と グライダー             | 金子裕     | 案納正美   | -          | 福田皖        |
| 66   | ビッケがチェスで大勝利            | 沖島勲     | 案納正美   | -          | 福田皖        |
| 67   | 川と川を 結んじゃえ!              | 金子裕     | 高橋資裕   | -          | 福田皖        |
| 68   | チューレとスノーレの 大げんか     | 日高武治   | 高橋資裕   | -          | 辻伸一        |
| 69   | 次のおかしらは 誰だ               | 日高武治   | 高橋資祐   | -          | 福田皖        |
| 70   | ハルバル父さんと紙芝居            | 沖島勲     | 案納正美   | -          | 福田皖        |
| 71   | へそくりべそかき宝物              | 日高武治   | 水沢わたる | -          | 福田皖        |
| 72   | ビッケとハルバルの 知恵くらべ     | 日高武治   | 案納正美   | -          | 辻伸一        |
| 73   | ロビン小父さんの住む島            | 沖島勲     | 高橋資祐   | -          | 福田皖        |
| 74   | どっちの山が 高いか               | 金子裕     | 案納正美   | -          | 福田皖        |
| 75   | 泣くなチューレ                    | 日高武治   | 大館克美   | -          | 辻伸一        |
| 76   | ファクセと気球と ルンドの娘       | 日高武治   | 案納正美   | -          | 福田皖        |
| 77   | 新しい船を おくろう               | 沖島勲     | 案納正美   | -          | 福田皖        |
| 78   | 仲間はずれにされた ハルバル       | 沖島勲     | -          | -          | -             |

#### 放送局
- フジテレビ（制作局）：水曜 19:00 - 19:30
- 北海道文化放送：水曜 19:00 - 19:30[3]
- 青森放送：水曜 19:00 - 19:30
- テレビ岩手：水曜 18:00 - 18:30[4] → 土曜 18:00 - 18:30[5]
- 秋田テレビ：水曜 19:00 - 19:30[6]
- 山形テレビ：水曜 19:00 - 19:30[6]
- 仙台放送：水曜 19:00 - 19:30[7]
- 福島テレビ：土曜 17:00 - 17:30[8]
- 新潟総合テレビ：金曜 18:00 - 18:30[9]
- 山梨放送：月曜 19:00 - 19:30[10]
- 東海テレビ:水曜19:00-19:30
- テレビ静岡：水曜 19:00 - 19:30[6]
- 長野放送：水曜 19:00 - 19:30[6]
- 富山テレビ：水曜 19:00 - 19:30[11]
- 石川テレビ：水曜 19:00 - 19:30[11]
- 福井テレビ：水曜 19:00 - 19:30[11]
- 関西テレビ：水曜 19:00 - 19:30
- 山陰中央テレビ:水曜19:00-19:30
- テレビ岡山:水曜19:00-19:30[12]
- 西日本放送:金曜18:00-18:30[12]
- テレビ山口:土曜18:00-18:30
- テレビ愛媛:水曜19:00-19:30
- 広島テレビ：日曜 10:00 - 10:30（最終回のみ、17:30 - 18:00）[13]
- 高知放送：金曜 18:00 - 18:30[14]
- テレビ西日本:水曜19:00-19:30[15]
- サガテレビ:水曜19:00-19:30[15]
- テレビ長崎:土曜18:00-18:30[15]
- テレビ熊本:木曜18:00-18:30[15]
- テレビ大分：金曜 18:00 - 18:30[16]
- テレビ宮崎:月曜18:00-18:30[17]
- 南日本放送:月曜18:00-18:30[17]
- 沖縄テレビ放送:水曜19:00-19:30[18]

| フジテレビ系 水曜 19:00 - 19:30                   | フジテレビ系 水曜 19:00 - 19:30                         | フジテレビ系 水曜 19:00 - 19:30                                       |
| 前番組                                            | 番組名                                                  | 次番組                                                                |
| ------------------------------------------------- | ------------------------------------------------------- | --------------------------------------------------------------------- |
| 荒野の少年イサム （1973年4月4日 - 1974年3月27日） | 小さなバイキングビッケ （1974年4月3日 - 1975年9月24日） | アラビアンナイト シンドバットの冒険 （1975年10月1日 - 1976年9月29日） |

### ディズニー・チャンネル版
2011年にはベルギーのstudio100により「VIC THE VIKING」のタイトルで3Dアニメとしてリメイクされ、日本では「ビッケはちいさなバイキング」のタイトルで2014年5月5日にディズニー・チャンネルで先行放映された後、5月26日から月～木曜午前11時半～11時45分に同チャンネルで本放送される。な毎日の放送時間帯は朝の特別枠ディズニー・ジュニアの範囲内だが、同チャンネルの公式サイトでは、放送番組のジャンルではディズニー・ジュニアではなく普通のアニメーションに属している。

#### 声の出演
| 役名     | 日本版       |
| -------- | ------------ |
| ビッケ   | 一色まゆ     |
| ハルバル | 斉藤次郎     |
| チューレ | 星野健一     |
| スノーレ | 細谷カズヨシ |
| イルビ   | 冨田泰代     |
| イルバ   | 遠藤さやか   |

#### 各話リスト
1. てっぺんをめざせ！
2. バイキングのまもりがみ
3. どうくつのかいぶつ
4. はぐるまだいさくせん
5. ビッケとながれぼし
6. ウルメのにんぎょうげき
7. ハルバルのとりひき
8. はらぺこかいじゅう
9. かぜの女王
10. オオカミのおやこ
11. まほうの大がま
12. 女王リアノンのしま
13. ハルバルがへんしん？

#### スタッフ
- 製作：studio100
- 主題歌（OPテーマ曲）：向井成一郎

#### その他
第43話で、『みつばちマーヤ』の登場キャラであるマーヤとウイリーがゲスト出演している（ただし通りすがりのキャラ扱いで、ウイリーがスノーレの鼻を刺してすぐに飛び去った）。

## ゲーム
- 2009年にニンテンドーDSでゲーム化された[21]。

## 実写映画
コメディアンのミヒャエル・ヘルビークが監督した実写版映画『Wickie und die starken Männer』 (ヴィッキーと強い男たち) が2009年9月にドイツで公開され記録的な大ヒットとなった。
日本では『小さなバイキング ビッケ』の邦題で、2010年に第18回キンダー・フィルム・フェスティバル (東京)、第23回東京国際映画祭にてライブ吹き替え上映されたほか、京都HISTORICA2010では日本語字幕付きで上映され、2012年12月に日本版DVDが発売された。
2011年にはクリスティアン・ディッター監督による続編『Wickie auf großer Fahrt』（ヴィッキーの大きな旅）が3D映画として製作された。
日本ではこの2作目も『ビッケと神々の秘宝』の邦題で、第20回キンダー・フィルム・フェスティバル (東京)で上映され、2012年の京都ヒストリカ国際映画祭でも上映され、2015年12月に日本版DVDが発売された。
第3作目として『Wickie und der große Wettkampf』（ヴィッキーの大競争）の製作が2011年に予告されていたが、映画の重要キャストであった「恐ろしいスベン」役俳優ギュンター·カウフマンの急逝により製作が頓挫、その後制作会社も解散した。

## アニメーション映画
『小さなバイキング ビッケ』（ちいさなバイキング ビッケ、英: Vic the Viking and the Magic Sword）のタイトルで、2020年10月2日にCGアニメーション映画として公開された。
魔法の剣によって黄金に変えられてしまった母を救うために、ビッケが海賊の父親とその仲間たちとともに魔法の剣の秘密を解き明かす、原作と異なるオリジナルストーリーである。

### 登場キャラクター
- ビッケ（Vic）
  - 伊藤沙莉[29]（日本語版吹き替え）、デクラン・ミーレ・ハウエル[32]（英語版）
- ハルバル（Halvar）
  - 三宅健太[29][33]（日本語版吹き替え）、デビッド・シャール（英語版）[32]（英語版）
- レイフ（Leif）
  - 前野智昭[29][33]（日本語版吹き替え）、オーウェン・フロスト[32]（英語版）
- イルビ（Ylvi）
  - 和多田美咲[29][33]（日本語版吹き替え）、バイオレット・タッカー・スティール[32]（英語版）
- スベン（Sven）
  - 田坂浩樹[29]（日本語版吹き替え）、ティム・マクマラン（英語版）[32]（英語版）
- ウローブ（Urobe）
  - 前田雄（日本語版吹き替え）、デビッド・ゴッジ[32]（英語版）
- ファクセ（Faxe）
  - 鷲見昂大（日本語版吹き替え）、ダン・ラッセル[32]（英語版）
- ゴルム（Gorm）
  - 白井悠介[33]（日本語版吹き替え）、サイモン・フェロース[32]（英語版）
- ウルメ（Ulme）
  - 神尾晋一郎[33]（日本語版吹き替え）、マット・ケリー[32]（英語版）
- スノーレ（Snorre）
  - 長瀬ユウ（日本語版吹き替え）、ローランド・ストーン[32]（英語版）
- チューレ（Tjure）
  - 坂田将吾（日本語版吹き替え）、ティム・ベンティンク（英語版）[32]（英語版）
- イルバ（Ylva）
  - 矢尾幸子（日本語版吹き替え）、エヴァ・サヴェージ[32]（英語版）
- ソー（Thor）
  - 野津山幸宏[33]（日本語版吹き替え）、マイケル・ハンラッティ[32]（英語版）

### スタッフ
- 監督：エリック・カズ[29]
- 脚本：エリック・カズ、オリバー・フーツリー
- アニメーター：ティモ・ベルク[29]
- 配給：イオンエンターテイメント、AMGエンタテインメント（日本）
- 制作：Studio100 Animation

## 2018年度大学入試センター試験の出題を巡る騒動

### 経緯
2018年1月13日、日本の大学入試センター試験（本試験）の地理Bの第5問-問4で、アニメ版「小さなバイキングビッケ」に関する問題が出題され、インターネット上で話題を呼んだ。

### 出題において議論された点

#### ビッケの舞台はどこなのか
出題された問題には「（『ムーミン』と『小さなバイキングビッケ』は）ノルウェーとフィンランドを舞台にしたアニメーション」と記されている。しかし、ビッケの原作者ルーネル・ヨンソンはスウェーデンの作家であり、ビッケが拠点とする「フラーケ」も原作本文中で「（ビッケたちが大規模な駆除を行ったので）フラーケはスウェーデンではじめてオオカミのいない地方になったのでした」や「ハルバル（注：ビッケの父）はスウェーデンのフラーケ地方に住むバイキングの族長」と明記されていた。このことにより、出題が妥当であるかどうかの議論が起きた。

### 出題後の反応
駐日スウェーデン大使の公式Twitterは以下のコメントを記した。

### 出題内容に対する見解
朝日新聞は大学入試センターに「『小さなバイキングビッケ』の舞台はノルウェーと言えるのか。原作には主人公たちが住む村はスウェーデンのフラーケ地方にあるという記述がある」という内容の質問を行った。それに対し、大学入試センターは「バイキングの表記から海が結氷せず、海上活動が盛んだったノルウェーやスウェーデンを含むスカンディナビア半島の沿岸や周辺海域が類推されます。バイキングは現在のスウェーデンを含む地域においても活動していましたが、設問の設計上スウェーデンはすでに例示しており、また、フィンランドとは関連が薄いことから、ノルウェーが類推されます。」と回答した。
センターの回答では、アニメの舞台にふれていないため、改めて朝日新聞が電話取材をしたところ、センターは「舞台がノルウェーであることを明確に示す出典は確認できていません。その意味では『ノルウェーを舞台にしたアニメーション』との記述は、厳密な意味で正確なものではありません」と答えた。ただ、センターは「知識・思考力を問う設問として支障はなかった」としており、出題ミスではないとしている。一連の騒動を踏まえ、センターの大塚雄作・試験・研究統括官は「設問の趣旨を受験生に分かりやすく示すため、単純化した記述としたものであることをご理解いただきたい」とコメントした。

### アニメ制作会社
アニメの著作権を持つ瑞鷹（東京都）は、「ビッケたちの拠点は架空の『フラーケ村』で、具体的な国名は不明。海賊なので色々な地を巡ります」と答えた。
なお、オープニング主題歌の「ビッケは小さなバイキング」の歌詞では、出かけていく先を羅列する部分で「イギリス　オランダ　ブルガリア」「グリーンランド」（以上1番）「フリースランド」（2番）「イタリア　アメリカ　デンマーク」「アイスランド」（以上3番）とある。